# Erode
Erode – miasto w Indiach, w stanie Tamilnadu, stolica dystryktu Erode. W 2011, przed poszerzeniem granic administracyjnych liczyło 157 101 mieszkańców, w 2014 zaś już prawie pół miliona mieszkańców. Centrum produkcji kurkumy na skalę światową